# スーパーマリオ 不思議のころころパーティ
『スーパーマリオ 不思議のころころパーティ』（スーパーマリオ ふしぎのころころパーティ）は、カプコンより発売された大型メダルゲームである。

## 概要
最大6人まで遊べる大型のプッシャーゲームである。ころころパーティという名の通り、ボールを実際に使ってゲームを進めていくのと、『マリオパーティ5』をメダルゲーム用にアレンジされているのが特徴である。任天堂のマリオシリーズのキャラクターを使用したメダルゲームとしては、『スーパーマリオアドバンス4』をアレンジした『スーパーマリオ 不思議のジャンジャンランド』に続き2作目にあたる。
この機種はボールを実際に転がしてゲームの行方を決めていること、メダル投入口が低い位置にあってクレジット機能（投入したメダルを一旦貯留し、ボタン操作で任意のタイミングでメダルを放出できる機能のこと。カプコン特有の機能でもある。）が付いていること、さらに最高大当たり枚数が2,000枚と様々な魅力があり、子供から大人まで幅広く支持を得ている。
修理部品調達難に伴い、2016年3月31日を以ってサテライトモニター部の修理サポートが終了し、筐体自体も2017年3月31日を以って修理サポートが終了する予定。

## 遊び方1
1. メダル投入口にメダルを投入する。
2. ○・×・△・□のマークが書かれたチャッカーにメダルが入賞すると対応したラインの上をマリオが走り、そのラインのスロットが回転する。
3. スロット上で縦・横・斜めのいずれかのライン上に同じ絵柄が揃えばメダルの払い出しやミニゲームなどの発生がある。
4. スロットで当たった後は☆マークのチャッカーが一時的に有効になる（カーニバルモード中を除く、カーニバルモードについては後述）。このチャッカーに入賞するとオールマイティチャンスが発生するようになる。
5. オールマイティチャンスではスロットのブランクマス（絵柄が何もないところ）を対象にオールマイティ図柄（すべての絵柄との互換性がある）を出現させるかどうかの抽選を行う。

## 遊び方2
1. メダルがプレイヤーの手元側に落ちる際に「GO!」と書かれたチャッカーに入賞すると、そのプレイヤーのサテライトの左側もしくは右側のタワーにある4つの穴（投入されたボールを固定するため）の開いた円盤が少し回転する。
2. このときボール（ゲーム中ではクリスタルと呼ばれる）がこの円盤の中に入っていると、回転とともに一つ下の段につながるための穴へ接近し、その穴に到達すると一段下へボールが落ちる。
3. タワーは3段からなり、一番下の段ではあたりと書かれた穴一つとはずれと書かれた穴二つがあり、最終的にあたり・はずれのどの穴にボールが入るかでクリスタルチャンスに進むかを抽選する。
4. あたりに入るとクリスタルチャンスへ進む。はずれの場合はメダル10枚が払い出される。

## スロットの当たり目
同じ絵柄が揃うと当たり（数字は関係無し）。
クッパ(1,4)
メダル10枚の払い出し + カーニバルモード終了
マリオ(2)
メダル10枚の払い出し + カーニバルモード開始
クリスタル(3)
タワー最上部にクリスタルが1つ投入される。
ヘイホー(5)
ミニゲーム（ミニクッパRGBと対決）始動。
カプセル(6)
カプセルチャレンジに挑戦できる。
スタークリスタル
直接クリスタルチャンスが始まる。
スタークリスタルはクリスタルのリーチ中に突如出現したり（出ればほぼ当確）、クリスタルが揃った後に再抽選で当たったりすることがある（かなり稀だが）。

## クリスタルチャンス
タワーとは反対側の方に専用の抽選機（☆型の下のところに正方形の穴が開いたような形になっている）が中央に設置された大きなクリスタルと呼ばれる円形のボールの中でゲームが行われる（この抽選機そのものをゲーム中ではクルーンと呼ばれている）。
抽選機を回転させながら4個のクリスタルを投入し、抽選機の四角の穴の開いた部分に最初に入賞したクリスタルの色により、SJPチャンスに進むかどうかが決定される。クリスタルの判定は回収後に色を判別することで行われる。クリスタルの色による対応は以下の通りになっている。
青
メダル30枚払い出し（店によっては追加でタワーにクリスタル1個を投入する設定にしている場合がある）。
緑
スーパージャックポットチャンスへ進む。
赤
スーパージャックポットチャンスへ進む + その場でメダル100枚が払い出される（赤は、ランダムで出現）

## スーパージャックポットチャンス
機体上部にあるお城を模した抽選機を使ってゲームを行う。プレイヤーのサテライト上部にボールが投入された後、抽選機が回転を開始し、どの穴にボールが入賞するかでメダルの払い出し枚数を決定する。払い出し枚数は以下の通りになっている。
SJP!（マリオorピーチ）
サテライトの液晶中央に表示されている枚数を獲得する。SJPが確定した時点でSJP枚数はリセットされる（300〜1000枚）。最大2000枚。SJP枚数は、1枚投入ごとに0,05枚加算。/ 2箇所/ボール全部回収
アウト（クッパ）
50枚 / 2箇所 / ボール全部没収
100（キノピオorテレサ）
100枚 / 4箇所
200（ルイージorヨッシー）
200枚 / 4箇所
なお、100と200に入賞した場合は、ボールは回収されずにどんどんキープされる。キープされたボールはSJPかアウトに入賞するまで回収されることがなく、スーパージャックポットの確率もどんどん上昇する（ただし、アウトの確率も上がる）。お城の抽選機は1つしかないため、6台すべてが同じ抽選機を使用することになる。抽選で使用したボールをそのままにしておくというシステムはあまり類がなく、他のプレイヤーに影響されたり、自分が他のプレイヤーに影響することがままある。
また、最近では店によってアウトの部分だけ入賞できないようにして100枚・200枚・スーパージャックポットのいずれかに当選するようになっているケースがある。

## カーニバルモード
スロットでマリオが揃うとクッパが揃うまで必ずスロットで何かがあたる「カーニバルモード」に移行する。スロットの回転も1ラインごとではなく、全ライン抽選が行われ、最大3ラインまで一度に揃う。また、カーニバルモード中のみ、カプセルが登場しなくなり、代わりにコイン図柄（揃うとメダル3枚払い出し）が登場する。

## カプセルチャレンジ
スロットでカプセルが揃うとカプセルチャレンジに挑戦することができる。ボタンで回転するルーレットを止め、止まったルーレットの状況に応じてメダルやクリスタルがもらえる。対応役は以下の通りになっている。
コイン×5
メダル5枚払い出し。
コインブロック
メダル2 - 20枚払い出し。
ジャンゴ
好きなライン上にマリオを走らせる（スロットを回転）ことができる。
ワンワン
ミニクッパを退治できる。
ハナちゃん
クリスタルがもらえる。

## ミニゲーム（ミニクッパ対決）
スロットでヘイホーが揃うと、ミニクッパRGBと対決するミニゲームが開始する。ミニゲームでミニクッパに勝てばミニクッパ一体を倒すことができ、勝てなければ倒すことができずにミニゲームは終了する。なお、3匹すべて倒すと、ドリームクリアとなり、ドリームクリアゲームが発生する（ドリーム1〜5は、リターンマッチ、ドリーム6は、ジャックポットゲームへ進む）。
ミニゲームは以下の4種類がある。
はしってめくって
○・×・□・△のチャッカーにメダルを入賞させ、マリオを走らせていく。走ったところのパネルが開いていき、9つのパネルを制限時間内にすべて開けばクリアとなる。クリアボーナスは60枚。
ふわふわファイト
○・×・□・△・☆のチャッカーにメダルを入賞させるとメダルが2枚払い出しとなり、ミニクッパの風船を割っていくゲーム。制限時間内にミニクッパの風船をすべて割ればクリア（40枚）となり、時間内に間に合わない場合はマリオの風船が全て割られてしまい、失敗となる。
たたいてハンマー
○・×・□・△・☆のチャッカーにメダルを入賞させ、どちらがより多くスイッチをハンマーで叩けるかを競うゲーム。払い出し枚数は、叩いた回数×1枚（クリアすれば＋40枚）（失敗しても払い出しはある）。
はやうちガンマン
指定されたチャッカーにメダルを入賞させ、ミニクッパとどちらが早く銃を撃ちだすかを競うゲーム。制限時間内に指定チャッカーに入賞できないもしくは、違うチャッカーに入賞すると失敗となる。クリアボーナスは40枚。

## リターンマッチ
ドリームクリア時に強制的に発生する（ただしある条件を満たした場合のみジャックポットゲームになる）。クッパとミニクッパRGBがリベンジを挑んでくるゲームである。内容は、クリスタルチャンスで使用する抽選機とボール（青球と緑球）で決着をつけるゲームである。青1球＝40枚、青2球＝60枚、青3球＝80枚。緑球が入賞すればプレイヤーの勝ちとなる。青球ならハズレでメダル0枚になる。なお、ゲームをキャンセルし、20枚のメダルをもらうことも可能。

## ジャックポットゲーム
特定の条件下でミニクッパRGBをすべて倒すと発生するゲーム。ルールなどについてはクリスタルチャンスと同じ。

## ミニジャックポット
通常時（スロット画面表示時）に、「GO!」と書かれたチャッカーに一定回数入賞することで発生。クリスタル、メダル20枚、はずれ（おもり）のいずれかとつながったロープをえらぶ「えらんでロープ」が発生する。ゲーム終了後に両サイドにためられたメダルが払いだされる。

## 対戦ゲーム
ある程度（3ステーション以上）の稼動で発生する。○、×、□、△、☆の光っているチェッカーにメダルを通過させる。メダル払い出しは1位100枚、2位60枚となる。メダルは100枚ぐらいは用意した方がいい。自分が勝つ自信があれば、参加してもよいが、自信がなければ破棄した方がよい。

## 優勝特典ゲーム
対戦ゲームで1位（優勝）になったステーションのみの特典。クルーンを使ったゲームでリターンマッチとほぼ同じである。
赤か緑か青を選び、選んだ色が入賞したら60枚、はずれたら0枚。なお、キャンセルすれば20枚。